# Димитри Мариновски
Димитри Мариновски (на македонска литературна норма: Димитри Мариновски) е оперен певец, баритон, от Северна Македония.

## Биография
Роден е на 14 септември 1928 година в Охрид, тогава в Кралството на сърби, хървати и словенци.
Пее на основен договор в Македонската народна опера от 1952 до 1983 г., но участва и по-късно в нейни музикални представления. 
В периода от 1 септември 1961 до 15 август 1974 година е ангажиран като солист в Операта на Сръбския народен театър в Нови Сад..